# Volčje (Brežice)
Volčje (Duits: Woltschje) is een plaats in Slovenië en maakt deel uit van de gemeente Brežice in de NUTS-3-regio Spodnjeposavska. De plaats telde 96 inwoners op 1 januari 2020.